# Cyclophiops doriae
Espèce
Cyclophiops doriae est une espèce de serpents de la famille des Colubridae.

## Répartition
Cette espèce se rencontre :
- en Birmanie, dans l'État de Kachin ;
- en Inde, dans l’État d'Assam ;
- en République populaire de Chine, dans la province du Yunnan.

## Description
Cyclophiops doriae est l'espèce type du genre Cyclophiops. Dans sa description Boulenger indique que les deux spécimens en sa possession mesurent environ 90 cm dont 20 cm pour la queue. Leur dos est uniformément vert et leur ventre blanc.

## Étymologie
Cette espèce est nommée en l'honneur de Giacomo Doria.

## Publication originale
- Boulenger, 1888 : An account of the Reptilia obtained in Burma, north of Tenasserim, by M. L. Fea, of the Genova Civic Museum. Annali del Museo Civico di Storia Naturale di Genova, ser. 2, vol. 6, p. 593-604 (texte intégral).